# Shangonia sarawakensis
Shangonia sarawakensis  (лат.) — вид цикадок из подсемейства Stegelytrinae (Cicadellidae). Юго-Восточная Азия (Малайзия, Саравак, Gunong Mulu Nat. Park). Длина тела 8,5 мм. Общая окраска черновато-коричневая с белыми отметинами на фронтоклипеусе, пронотуме и скутеллюме. Голова мелкая, отчётливо уже пронотума, примерно равна  ширине скутеллюма. Усики очень длинные, почти равны длине всего тела. Вертекс сравнительно длинный. Передние крылья с вогнутым передним краем. Скутеллюм с длинным срединным килем в задней части.